# Fairview Heights
Fairview es una villa ubicada en el condado de Fulton en el estado estadounidense de Illinois. En el Censo de 2010 tenía una población de 522 habitantes y una densidad poblacional de 47 personas por km².

## Geografía
Fairview se encuentra ubicada en las coordenadas 40°39′17″N 90°10′59″O / 40.65472, -90.18306. Según la Oficina del Censo de los Estados Unidos, Fairview tiene una superficie total de 11.11 km², de la cual 10.91 km² corresponden a tierra firme y (1.73%) 0.19 km² es agua.

## Demografía
Según el censo de 2010, había 522 personas residiendo en Fairview. La densidad de población era de 47 hab./km². De los 522 habitantes, Fairview estaba compuesto por el 97.89% blancos, el 0.77% eran afroamericanos, el 0.19% eran amerindios, el 0.38% eran asiáticos, el 0% eran isleños del Pacífico, el 0% eran de otras razas y el 0.77% pertenecían a dos o más razas. Del total de la población el 0,1% eran hispanos o latinos de cualquier raza.